# サルシナ
サルシナ（伊: Sarsina）は、イタリア共和国エミリア＝ロマーニャ州フォルリ＝チェゼーナ県にある、人口約3,300人の基礎自治体（コムーネ）。

## 地理

### 位置・広がり

#### 隣接コムーネ
隣接するコムーネは以下の通り。括弧内のRNはリミニ県所属を示す。
- バーニョ・ディ・ロマーニャ
- チェゼーナ
- チヴィテッラ・ディ・ロマーニャ
- メルカート・サラチェーノ
- サンターガタ・フェルトリア (RN)
- サンタ・ソフィーア
- ソリアーノ・アル・ルビコーネ
- ヴェルゲレート

### 気候分類・地震分類
サルシナにおけるイタリアの気候分類 (it) および度日は、zona E, 2303 GGである。
また、イタリアの地震リスク階級 (it) では、zona 2 (sismicità media) に分類される。

## 行政

### 分離集落
サルシナには、以下の分離集落（フラツィオーネ）がある。
- Calbano, Castel d'Alfero, Pieve di Rivoschio, Quarto, Ranchio, Sorbano, Tezzo, Turrito, Pagno, Monteriolo, Tomba

## 姉妹都市
- グレーベンシュタイン、ドイツ
- ルズー、フランス
- Lopik、オランダ